# Hochofen-Lichtspiele

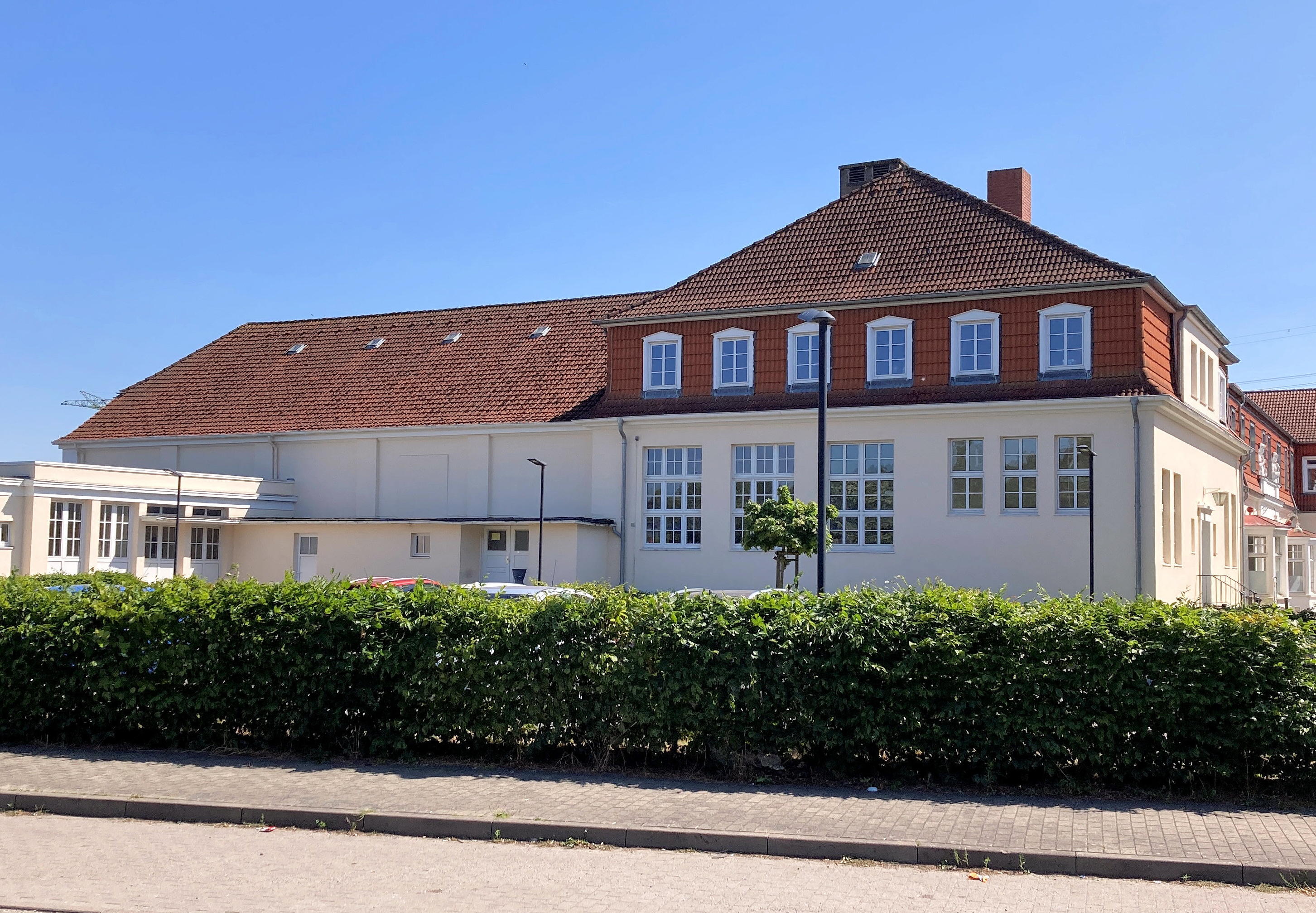
Die ehemalige Kantine des Hochofenwerks (2023)

Bestuhlungsplan der Hochofen-Lichtspiele

Die Hochofen-Lichtspiele (auch Hochofenkino) waren ein Lübecker Kino.
Unter den Lübecker Lichtspielhäusern nahm das Hochofenkino eine Sonderstellung ein, da es von der Hochofenwerk Lübeck AG eigens als Kino für die Werkskolonie Herrenwyk eingerichtet und betrieben wurde.
Die 1916 erbaute Kantine an der Hochofenstraße 19 auf dem Werksgelände verfügte über einen Vorführraum oberhalb der Küche. Die Speisehalle mit ihren einfachen hölzernen Tischen und Bänken konnte dadurch auch als Kinosaal für Filmvorführungen genutzt werden. Die Vorstellungen, deren Eintrittspreise niedrig waren, fanden nicht täglich, sondern nur an einzelnen Wochentagen und bevorzugt am Wochenende statt.
Das Kino nahm zu einem nicht mehr genau bestimmbaren Zeitpunkt nach dem Ersten Weltkrieg den Spielbetrieb auf; das Programm unterschied sich nie von dem der übrigen Lübecker Lichtspielhäuser. 1959 stellte es als erstes Lübecker Kino nach dem Zweiten Weltkrieg den Betrieb ein. 